# خرم‌آباد کهریز
خرم‌آباد کهریز یک روستا در ایران است که در دهستان گیلوان واقع شده‌است. خرم‌آباد کهریز ۵۵۷ نفر جمعیت دارد.